# Fulcran van Lodève

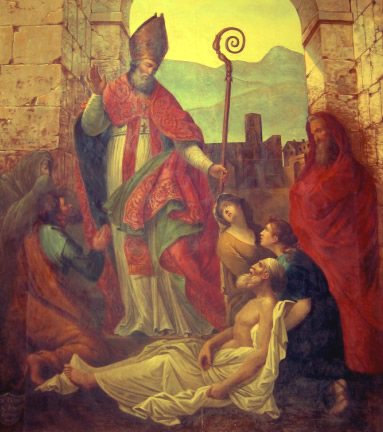
Miracle de saint Fulcran (1805)

Fulcran van Lodève of de heilige Fulcran (Mérifons ? - Lodève 13 februari 1006) was de dertigste bisschop van Lodève van 949 tot 1006.  
Hij werd door bisschop Thierry tot priester gewijd en volgde hem in 949 op als bisschop van Lodève. Hij liet een nieuwe kathedraal bouwen in Lodève en zag toe op de tucht in de kloosters. Hij maakte een pelgrimsreis naar Rome.  
De kathedraal van Lodève is naar Sint-Fulcran vernoemd. Zijn lichaamsresten werden in 1127 opgegraven en in een reliekschrijn geplaatst. In 1572 ging het merendeel van deze relieken verloren tijdens de plundering van de kathedraal door hugenoten.  
Zijn feestdag is 13 februari; hij wordt gevierd in de bisdommen Montpellier en Nîmes.